# Lauren Regula
Lauren Regula, née le 9 août 1981 à Trail, est une joueuse canadienne de softball.

## Carrière
Avec l'équipe du Canada, elle est cinquième des Jeux olympiques d'été de 2004 à Athènes, quatrième des Jeux olympiques d'été de 2008 à Pékin et remporte la médaille de bronze du Softball aux Jeux olympiques d'été de 2020 à Tokyo.